# Hoàng Ngọc Định
Hoàng Ngọc Định (sinh ngày 22 tháng 12 năm 1973, người Tày) là sĩ quan Quân đội nhân dân Việt Nam. Ông là Đại tá, hiện là Chỉ huy trưởng Bộ đội Biên phòng tỉnh Hà Giang, Đại biểu Quốc hội khóa XV từ Hà Giang. Ông từng là Phó Chỉ huy trưởng kiêm Tham mưu trưởng Bộ đội Biên phòng tỉnh này.
Hoàng Ngọc Định là đảng viên Đảng Cộng sản Việt Nam, học vị Cử nhân Quân sự, Cao cấp lý luận chính trị. Ông có hơn 30 năm quân ngũ đều phục vụ cho bộ đội biên phòng Hà Giang quê hương của mình.

## Xuất thân và giáo dục
Hoàng Ngọc Định sinh ngày 22 tháng 12 năm 1973 đúng vào ngày kỷ niệm 39 năm thành lập Quân đội nhân dân Việt Nam tại xã Phong Quang, huyện Vị Xuyên, tỉnh Hà Giang. Ông là người Tày, lớn lên và tốt nghiệp phổ thông ở Vị Xuyên, đến năm 1994 thì tới thủ đô Hà Nội, học khóa cơ bản tháng 3–8 tại Trường Văn hóa ngoại ngữ, Bộ đội Biên phòng, sau đó nhập học Trường Đại học Biên phòng, nay là Học viện Biên phòng, tốt nghiệp tháng 8 năm 1997. Tháng 4 năm 2003, ông tiếp tục là Học viên Học viện Biên phòng, hoàn thiện đại học và tốt nghiệp Cử nhân Quân sự vào tháng 11 năm 2004. Ông được kết nạp Đảng Cộng sản Việt Nam vào ngày 30 tháng 12 năm 1995 tại Học viện Quốc phòng, là đảng viên chính thức sau đó 1 năm, từng tham gia khóa chính trị tại Học viện Chính trị Quốc gia Hồ Chí Minh, nhận bằng Cao cấp lý luận chính trị. Hiện ông thường trú ở phường Quang Trung, thành phố Hà Giang, tỉnh Hà Giang.

## Sự nghiệp
Tháng 9 năm 1992, Hoàng Ngọc Định nhập ngũ Quân đội nhân dân Việt Nam, thuộc Bộ đội Biên phòng, là Chiến sĩ của Tiểu đoàn Huấn luyện cơ động, Bộ đội Biên phòng tỉnh Hà Giang. Nửa năm sau, ông được điều sang Đại đội cơ động của biên phòng tỉnh, rồi đi học cho đến tháng 9 năm 1997 thì hoàn thành, nhận quân hàm Thiếu úy, về Hà Giang nhận nhiệm vụ Đội phó vận động quần chúng, đảng viên thuộc Đồn Biên phòng Săm Pun ở cửa khẩu Săm Pun của biên phòng Hà Giang. Tháng 12 năm 1998, ông được điều sang Đồn Biên phòng Xín Mần, là Trung úy, Đội trưởng vũ trang, Chi ủy viên của đồn, được 3 năm cho đến tháng 12 năm 2001 thì lên trụ sở tỉnh làm Trợ lý Tác chiến của Phòng Tham mưu. Ông tiếp tục học cử nhân quân sự, vào tháng 11 năm 2004 thì trở lại làm Trợ lý Tác chiến, đến tháng 5 năm 2007 thì được điều về Đồn Biên phòng Nghĩa Thuận, quân hàm Đại úy, giữ chức Phó Đồn trưởng, Chi ủy viên. Ở đơn vị này 1 năm thì vào tháng 5 năm 2008, ông chuyển sang Đồn Biên phòng Lũng Cú – cực Bắc Việt Nam nhậm chức Phó Đồn trưởng. Tháng 6 năm 2012, ông tới Đồn Biên phòng Thàng Tín, là Đồn trưởng, Phó Bí thư Đảng ủy, và đây cũng là đồn biên phòng thứ 5 mà ông công tác. Tháng 5 năm 2014, ông được phân công làm Trưởng Ban Trinh sát ngoại biên thuộc Phòng Trinh sát, Bộ đội Biên phòng Hà Giang, sau đó nửa năm thì nhậm chức Phó Tham mưu trưởng, Phó Bí thư rồi Bí thư Đảng ủy phòng Tham mưu. Đến tháng 11 năm 2019 thì ông giữ vị trí Ủy viên Ban Thường vụ Đảng ủy, Phó Chỉ huy trưởng kiêm Tham mưu trưởng Bộ đội Biên phòng Hà Giang.
Năm 2021, Hoàng Ngọc Định tham gia ứng cử đại biểu quốc hội từ Hà Giang, thuộc đơn vị bầu cử số 2 gồm các huyện Vị Xuyên, Bắc Quang, Quang Bình, Hoàng Su Phì và Xín Mần, rồi trúng cử Đại biểu Quốc hội khóa XV với tỷ lệ 89,42%. Cũng trong giai đoạn này, ông được phong quân hàm Đại tá, nhậm chức Chỉ huy trưởng Bộ đội Biên phòng tỉnh Hà Giang, được bàn giao từ Đại tá Vàng Đình Chiến.

## Lịch sử thụ phong quân hàm
| Quân hàm | Đại tá |  |  |  |  |  |  |  |  |  |  |
| Cấp bậc  | Đại tá |  |  |  |  |  |  |  |  |  |  |
|          |        |  |  |  |  |  |  |  |  |  |  |